# Luis Tirado
Luis Tirado Gordillo (Copiapó, 4 de abril de 1906-San Bernardo, 24 de noviembre de 1964) fue un entrenador de fútbol chileno. Dirigió a la selección de fútbol de Chile en tres períodos, siendo el primer director técnico profesional de nacionalidad chilena en hacerse cargo de la Selección, manteniendo por décadas un récord histórico de 53 partidos al frente de la misma.  Es considerado como el mentor y pilar histórico del juego de la Selección Chilena, y su enorme legado está siendo rescatado del olvido. Entrenó además al club Universidad de Chile en tres períodos diferentes.  Como jugador jugó de centro half, en la actualidad volante de salida.

## Trayectoria

### Comienzos
Su actividad deportiva comenzó en 1920. A los 14 años se incorporó a la selección de Tocopilla como el jugador más joven en representar a dicha ciudad. En su posición de centro half logró cierta connotación en las tierras nortinas, encontrándose, por coincidencia, con Luis Valenzuela Hermosilla, presidente de la Federación de Football de Chile —y luego de la CONMEBOL—, quien le hizo entender que el deporte no era solo un juego, sino una disciplina.
Se tituló de profesor primario en la Escuela Normal de Copiapó.  En 1926, y durante dos años, vivió en Antofagasta, donde pasó su tiempo libre dando conferencias de fútbol y de deporte, interesándose más en ser entrenador que futbolista.
En 1927, reforzó al equipo de Colo-Colo en la gira del club popular al sur de Chile.
En 1928, decidió estudiar docencia en educación física en la Universidad de Chile, junto con actuar como futbolista, primero en Santiago National, posteriormente en Magallanes, para terminar su carrera en Universidad de Chile.
En Magallanes destacó en el año 1930, habiendo sido capitán del equipo.

### Carrera de entrenador
En su carrera deportiva en la década de 1930, paralelamente a sus últimos años como futbolista, Luis Tirado se desempeñó como director técnico, labor en la que adquirió mayor notabilidad. Su primer trabajo fue dirigir a Magallanes en 1931.
Entre 1932 a 1935 entrenó a Unión Española, hasta que se asentó en el equipo de fútbol de la Universidad de Chile. A través de la «U», Tirado pudo expresar el cambio de mentalidad que buscaba impregnar en el jugador chileno: impulsó la marcación a los rivales, cambiando el esquema de ocho delanteros por un equipo más armónico, lo que planteaba él como la «otra belleza del fútbol», y permitir que los laterales incursionaran en ataque. Esta revolución significó el ascenso de Universidad de Chile a Primera División, en la cual participó como entrenador y como futbolista —en un partido—, para finalmente conseguir el primer título del club en 1940.
Luego, en 1944, asumió la banca de Colo-Colo, año en que llevaría a los albos a ganar el torneo nacional. En 1946, fue contactado por la selección chilena para dirigirla, rompiendo la hegemonía de más de veinte años de instructores extranjeros. Tirado fue el cuarto adiestrador de nacionalidad chilena, el primer profesor, y el estratega que más partidos dirigió por la selección nacional hasta la actualidad (con tres períodos comprendidos entre 1946 y 1956), sumando la cifra de 53 encuentros en total.
No obstante, volvió a dirigir a Universidad de Chile, en dos ocasiones más (1946-1949 y 1955) creando diversas camadas de jugadores y profesionales, hasta que fue reemplazado por Luis Álamos. En 1953, en tanto, fue subcampeón con Palestino.
Una vez terminado su ciclo como seleccionador, en 1956, Luis Tirado se convirtió en el primer entrenador en la historia del club peruano Sporting Cristal, habiendo conseguido ese mismo año el título de la Liga Peruana de Fútbol.
Posteriormente, en 1959, dirigió a Audax Italiano; entre 1960 y 1963, a Deportes Temuco; y finalmente a Unión San Felipe, equipo que entrenó desde mediados de junio a mediados de agosto de 1964, año de su deceso.

## Estadísticas

### Clubes

#### Como futbolista
| Club                   | País  | Año              |
| ---------------------- | ----- | ---------------- |
| Selección de Tocopilla | Chile | 1920             |
| Santiago National      | Chile |                  |
| Magallanes             | Chile | 1930             |
| Universidad de Chile   | Chile | 1935-1936 y 1938 |

#### Como entrenador
| Club                         | País  | Año       | PJ  | PG | PE | PP |
| ---------------------------- | ----- | --------- | --- | -- | -- | -- |
| Magallanes                   | Chile | 1931      | 10  | 7  | 2  | 1  |
| Unión Española               | Chile | 1932-1935 | 71  | 38 | 9  | 24 |
| Universidad de Chile         | Chile | 1938-1941 | 77  | 29 | 9  | 39 |
| Colo-Colo                    | Chile | 1944-1946 | 80  | 37 | 18 | 25 |
| Universidad de Chile         | Chile | 1946-1949 | 78  | 32 | 19 | 27 |
| Selección de fútbol de Chile | Chile | 1946-1949 | 19  | 8  | 2  | 9  |
| Colo-Colo                    | Chile | 1951      | 27  | 13 | 6  | 8  |
| Selección de fútbol de Chile | Chile | 1952-1953 | 11  | 6  | 2  | 3  |
| Palestino                    | Chile | 1952-1953 | 48  | 25 | 13 | 10 |
| Selección de fútbol de Chile | Chile | 1954-1956 | 19  | 7  | 4  | 8  |
| Santiago Morning             | Chile | 1954      |     |    |    |    |
| Universidad de Chile         | Chile | 1955      | 33  | 14 | 9  | 10 |
| Sporting Cristal             | Chile | 1956-1958 | 58  | 29 | 10 | 19 |
| San Luis                     | Chile | 1958      |     |    |    |    |
| Audax Italiano               | Chile | 1959      | 27  | 8  | 6  | 13 |
| Deportes Temuco              | Chile | 1960-1963 | 114 | 48 | 26 | 40 |
| Unión San Felipe             | Chile | 1964      | 34  | 8  | 10 | 16 |

## Palmarés

### Títulos nacionales
| Título                           | Club                 | País  | Año  |
| -------------------------------- | -------------------- | ----- | ---- |
| Primera División                 | Universidad de Chile | Chile | 1940 |
| Primera División                 | Colo-Colo            | Chile | 1944 |
| Campeonato de Campeones de Chile | Colo-Colo            | Chile | 1945 |
| Primera División                 | Sporting Cristal     | Perú  | 1956 |
| Segunda División                 | San Luis             | Chile | 1958 |

### Títulos regionales
| Título                        | Club            | País  | Año  |
| ----------------------------- | --------------- | ----- | ---- |
| Campeonato Regional de Fútbol | Deportes Temuco | Chile | 1961 |

### Logros con la selección chilena
- Medalla de plata en el Campeonato Panamericano de Futbol de 1952
- 2° en el Campeonato Sudamericano 1955
- 2° en el Campeonato Sudamericano 1956